# Alcis subfuscaria
Alcis subfuscaria är en fjärilsart som beskrevs av Otto Staudinger 1892. Alcis subfuscaria ingår i släktet Alcis och familjen mätare. Inga underarter finns listade i Catalogue of Life.